# Estadio Osvaldo Casanova
El Estadio Osvaldo Casanova es un estadio cubierto ubicado en la ciudad de Bahía Blanca, al sur de la provincia de Buenos Aires. Tiene capacidad para 3950 personas y está destinado para la práctica del básquet.
Su propietario es el Club Estudiantes de la misma ciudad, y actualmente lo utiliza Bahía Basket para sus partidos en la Liga Nacional de Básquet.
El estadio fue declarado de interés cultural y social por el municipio en el 2007.

## Historia
El primer estadio del club estuvo ubicado en la esquina de las calles Darregueira y O’Higgins. Este estadio fue inaugurado en 1932. Sin embargo, esa cancha no duraría, ya que se planeaba crear otra.
En 1939 se inaugura el actual estadio, que fue diseñado por el arquitecto Manuel Máyer Méndez y construido por el cementista Manlio Fioravanti. El presidente de la institución era Osvaldo Casanova.
El estadio poseía tableros de madera y un piso de ladrillo molido. En 1959 se terminan las obras del techado del estadio. En 1967 se coloca el primer piso de parqué. La reinauguración del estadio se produjo el 3 de marzo de ese mismo año.

### Remodelación
En el 2010 y con motivos del Mundial Menor Masculino de Vóleibol a celebrarse el siguiente año, el estadio fue remodelado, cambiando el parqué que poseía por madera de guatambú. También fueron cambiados los bancos de suplentes y refaccionados los estadios entre otras mejoras.
En 2014 se le cambian los tableros por unos inalámbricos. Bahía Basket fue el principal gestor de este cambio.
| Predecesor: Valdivia 1977                            | Sede del Campeonato Sudamericano 1979                          | Sucesor: Montevideo 1981          |
| Predecesor: Maracaibo 1997                           | Sede del Campeonato Sudamericano 1999                          | Sucesor: Valdivia 2001            |
| Predecesor: Polideportivo Municipal de Monte Hermoso | Sede del cuadrangular final de la Copa Argentina 2008          | Sucesor: Gimnasio no. 1 de Trelew |
| Predecesor: Italia 2009                              | Sede del Campeonato Mundial Juvenil de Voleibol Masculino 2011 | Sucesor: México 2013              |